# Lista odcinków serialu Unbreakable Kimmy Schmidt
Poniżej znajduje się lista odcinków (wraz z opisem fabularnym) serialu telewizyjnego Unbreakable Kimmy Schmidt – emitowanego przez amerykańską stronę internetową platformy Netflix od 6 marca 2015 roku. Serial dostępny jest w polskiej wersji językowej na platformie Netflix.
| Sezon | Sezon      | Odcinki | Oryginalna emisja Netflix | Oryginalna emisja Netflix | Oryginalna emisja | Oryginalna emisja | Oryginalna emisja |
| Sezon | Sezon      | Odcinki | Premiera sezonu           | Finał sezonu              | Premiera sezonu   | Finał sezonu      |                   |
| ----- | ---------- | ------- | ------------------------- | ------------------------- | ----------------- | ----------------- | ----------------- |
|       | 1          | 13      | 6 marca 2015              | 6 marca 2015              | 6 stycznia 2016   | 6 stycznia 2016   |                   |
|       | 2          | 13      | 15 kwietnia 2016          | 15 kwietnia 2016          | 15 kwietnia 2016  | 15 kwietnia 2016  |                   |
|       | 3          | 13      | 19 maja 2017              | 19 maja 2017              | 20 maja 2017      | 20 maja 2017      |                   |
|       | 4 część I  | 6       | 30 maja 2018              | 30 maja 2018              | 30 maja 2018      | 30 maja 2018      |                   |
|       | 4 część II | 7       | 25 stycznia 2019          | 25 stycznia 2019          | 25 stycznia 2019  | 25 stycznia 2019  |                   |

## Sezon 1 (2015)
| Nr | #  | Tytuł                       | Reżyseria            | Scenariusz                    | Premiera     | Premiera        |
| --- | -- | --------------------------- | -------------------- | ----------------------------- | ------------ | --------------- |
| 1 | 1  | Kimmy Goes Outside!         | Tristram Shapeero    | Tina Fey, Robert Carlock      | 6 marca 2015 | 6 stycznia 2016 |
| Kimmy Schmidt wraz z kilkoma kobietami zostaje uwolniona z bunkra, w którym spędziła 15 lat, jako członkini sekty. Uratowane kobiety zostają nazwane przez prasę: kobietami-kretami. Kimmy decyduje się na zamieszkanie w Nowym Jorku. Pierwszego dnia szukając mieszkania trafia do Lillian Kaushtupper, która oferuje jej mieszkanie z sublokatorem, Titusem Andromedonem, początkującym artystą i gejem. Titus, stawia jednak warunek, przyjmie Kimmy jeżeli ta znajdzie pracę. Szukając jej, Kimmy przypadkiem trafia do Jacqueline Voorhees, żony manhattańskiego bogacza. Jacqueline zatrudnia ją jako nianię do jej małoletniego syna i nastoletniej córki. Kimmy zostaje jednak zwolniona pierwszego dnia po spóźnieniu się do pracy. Traci też 13 tysięcy dolarów, który dostała na nowy start. Titus próbuje ją odesłać do Indiany, jednakże kobieta uzmysławia sobie, że jeżeli przetrwała 15 lat w bunkrze, w niewoli, to tym bardziej poradzi sobie w Nowym Jorku. |    |                             |                      |                               |              |                 |
| 2 | 2  | Kimmy Gets a Job!           | Tristram Shapeero    | Sam Means                     | 6 marca 2015 | 6 stycznia 2016 |
| Kimmy próbuje odzyskać pracę u Pani Voorhees, która daje jej drugą szansę pod kilkoma warunkami. Kimmy musi przygotować przyjęcie urodzinowe dla jej syna oraz utemperować córkę – Xanthippe. Pani Voorhees jest załamana, po tym jak dowiaduje się, że jej mąż nie przyleci na urodziny syna. Kimmy udaje się wykonać wszystkie powierzone zadania i utrzymuje pracę. W międzyczasie Titus walczy o zwrot kaucji z nieuczciwym właścicielem wypożyczalni kostiumów. |    |                             |                      |                               |              |                 |
| 3 | 3  | Kimmy Goes on a Date!       | Beth McCarthy-Miller | Jack Burditt, Robert Carlock  | 6 marca 2015 | 6 stycznia 2016 |
| Kimmy ma potrzebę wygadania się, w związku z czym Jacqueline organizuje jej randkę ze starym, bogatym weteranem wojennym. Odcinek przedstawia także pochodzenie Jacqueline, która wywodzi się z indiańskiej rodziny. Titus próbuje schować przed Lillian pieniądze, kobieta jednak przyłapuje go, gdy wychodzi z domu w stroju na przesłuchanie. Titus tłumaczy się, iż idzie na pogrzeb, Lilian postanawia mu towarzyszyć, co zmusza Titusa do odwiedzenia przypadkowego pogrzebu, na którym chowany jest starszy Koreańczyk. Kimmy poznaje Charlesa, nauczyciela syna Jacqueline. |    |                             |                      |                               |              |                 |
| 4 | 4  | Kimmy Goes to the Doctor!   | Tristram Shapeero    | Jack Burditt, Tina Fey        | 6 marca 2015 | 6 stycznia 2016 |
| Jacqueline zabiera Kimmy do ekstrawaganckiego lekarza plastycznego. Do Kimmy dzwoni jej towarzyszka niedoli z bunkra, Cyndee Pokorny. Titus idzie na przesłuchanie w sprawie roli na Broadwayu. Kimmy po początkowej niechęci, postanawia zaprosić Cyndee do Nowego Jorku by z nią porozmawiać. |    |                             |                      |                               |              |                 |
| 5 | 5  | Kimmy Kisses a Boy!         | Linda Mendoza        | Allison Silverman             | 6 marca 2015 | 6 stycznia 2016 |
| Kimmy całuje się z Charlesem. Do Nowego Jorku przylatuje Cyndee, wraz ze swoim chłopakiem Brandonem. Titus podejrzewa, iż Brandon jest gejem, ale Kimmy się z tym nie zgadza. Cyndee jako „kobieta-kret” wykorzystuje swoją sytuację, aby wyłudzać od ludzi darmowe rzeczy. Kimmy za pomocą sztuczki, zmusza Brandona do wyjawienia, iż jest gejem. Po tym jak Brandon się oświadcza Cyndee, Kimmy ujawnia jego homoseksualizm, co nie dziwi Cyndee. Okazuje się, iż kobieta celowo chce żyć w kłamstwie, mając za męża geja. Titus uważa, iż jest już za stary, przez co stracił swoją atrakcyjność, z błędu wyprowadza go pracownik okolicznej budowy. Kimmy planuje przystąpić do programu edukacyjnego GED, aby nadrobić braki w edukacji. |    |                             |                      |                               |              |                 |
| 6 | 6  | Kimmy Goes to School!       | Michael Engler       | Dan Rubin, Lon Zimmet         | 6 marca 2015 | 6 stycznia 2016 |
| Kimmy chodzi na zajęcia dla dorosłych by uzyskać General Educational Development. Okazuje się, iż nauczyciel, to człowiek wypalony, który nie zamierza niczego nauczyć uczniów, ponieważ chce zostać odsunięty od edukacji. Kimmy próbuje wpłynąć nauczyciela, aby się zaczął starać. W klasie kobieta poznaje wietnamskiego emigranta – Donga (Ki Hong Lee), który bardzo słabo mówi po angielsku. Kimmy jednoczy uczniów, by wymogli na nauczycielu zmianę zachowania. Lillian pomaga Titusowi nakręcić teledysk w domu Jacqueline. Podczas wizyty w apartamencie spotykają Xanthippe. |    |                             |                      |                               |              |                 |
| 7 | 7  | Kimmy Goes to a Party!      | Nicole Holofcener    | Robert Carlock                | 6 marca 2015 | 6 stycznia 2016 |
| Mąż Jacqueline Julian powraca do Nowego Jorku, w związku z czym urządzane jest przyjęcie. Jacqueline obawia się, iż mąż ją zdradza, wymyśla intrygę aby to udowodnić oraz wciąga w swój plan Kimmy. Z kolei Kimmy zatrudnia Titusa by ten zaśpiewał na przyjęciu. Titus ma nadzieję, iż pozna kogoś wpływego i zaistnieje na Broadwayu. Podczas imprezy Kimmy poznaje bogacza, Logana Beekmana. |    |                             |                      |                               |              |                 |
| 8 | 8  | Kimmy Is Bad at Math!       | Michael Engler       | Meredith Scardino             | 6 marca 2015 | 6 stycznia 2016 |
| Kimmy ma ogromne problemy z matematyką, w związku z tym prosi swojego kolegę z kursu GED – Donga o pomoc. Jacqueline zastanawia się czy przetrwa bez finansowego wsparcia męża. Titus rozpoczyna pracę jako wilkołak w restauracji tematycznej na Broadwayu. Okazuje się, iż w kostiumie jest traktowany lepiej aniżeli bez niego. Kimmy rozpoczyna randkowanie z Loganem. |    |                             |                      |                               |              |                 |
| 9 | 9  | Kimmy Has a Birthday!       | Todd Holland         | Jack Burditt                  | 6 marca 2015 | 6 stycznia 2016 |
| Kimmy kończy 30 lat i w związku z rocznicą urządza przyjęcie w wynajmowanym przez siebie mieszkaniu, na które zaprasza zarówno Donga jak i Logana. Nieoczekiwanie na imprezie pojawia się też jej ojczym Randy (prowincjonalny policjant) wraz z córką Kymmi (przyrodnią siostrą Kimmy). Titus zaprasza na imprezę swojego współpracownika. |    |                             |                      |                               |              |                 |
| 10 | 10 | Kimmy's in a Love Triangle! | Jeff Richmond        | Azie Dungey, Lauren Gurganous | 6 marca 2015 | 6 stycznia 2016 |
| Logan chce by Kimmy przestała się zadawać z Dongiem. Aby to wyegzekwować, Logan próbuje doprowadzić do deportacji Donga. Kimmy dowiedziawszy się o tym, zrywa z Loganem i rozpoczyna relację z Dongiem. Titus aby awansować w restauracji, musi zachować się jak heteroseksualista. Aby się tego nauczyć, idzie do „trenera heteroseksualizmu”, pana La Loup (gościnnie w tej roli Dean Norris). |    |                             |                      |                               |              |                 |
| 11 | 11 | Kimmy Rides a Bike!         | Beth McCarthy-Miller | Sam Means, Allison Silverman  | 6 marca 2015 | 6 stycznia 2016 |
| Rozpoczyna się proces przeciwko wielebnemu, który więził Kimmy i kilka innych kobiet. Kimmy odmawia złożenia zeznań przed sądem. Jacqueline zaprasza Kimmy na zajęcia na rowerach stacjonarnych, prowadzone przez ekscentrycznego Tristafé. Jacqueline jest zazdrosna o to, że prowadzący poświęca więcej uwagi Kimmy niż jej. Kimmy odkrywa jednak, iż Tristafé coś ukrywa i postanawia go zdemaskować. Titus idzie do lokalnej biblioteki po to by na żywo oglądać proces wielebnego. Okazuje się, wielebny – Richard Wayne Gary Wayne występuje jako swój obrońca i świetnie sobie radzi, ośmieszając prokuratorów, którymi są: Marcia Clark oraz Christopher Darden. |    |                             |                      |                               |              |                 |
| 12 | 12 | Kimmy Goes to Court!        | Ken Whittingham      | Emily Altman, Jack Burditt    | 6 marca 2015 | 6 stycznia 2016 |
| Kimmy powraca do Indiany aby zeznawać przeciwko wielebnemu. Uwięzione kobiety powracają do bunkra by znaleźć dowody obciążające Wayne’a. Titus staje się gwiazdą internetu. |    |                             |                      |                               |              |                 |
| 13 | 13 | Kimmy Makes Waffles!        | Tristram Shapeero    | Robert Carlock, Sam Means     | 6 marca 2015 | 6 stycznia 2016 |
| Kimmy wraz z innymi kobietami zostaje uwięziona ponownie w bunkrze, po tym jak Randy przestaje pilnować włazu. Jacqueline i Lillian postanawiają pojechać do Indiany aby wspierać Kimmy. Okazuje się, iż kobiety mają problem nawet z opuszczeniem Nowego Jorku, pomimo iż Jacqueline posiada luksusowy samochód. Jacqueline postanawia wykorzystać swoje indiańskie pochodzenie aby dotrzeć do Indiany. Kimmy wraz z innymi kobietami-kretami odnajduje dowód obciążający wielebnego, dzięki czemu przegrywa on w swojej sprawie karnej. Jacqueline postanawia powrócić do domu z Dakocie Południowej. Dong zmuszony jest wziąć ślub ze starszą kobietą Sonyą, po to by nie zostać deportowanym. Po tym jak Titus staje się sławny, odnajduje go żona, z którą był w separacji. |    |                             |                      |                               |              |                 |

## Sezon 2 (2016)
22 listopada 2014 roku, platforma Netflix zamówiła 2 sezon
| Nr | #  | Tytuł                          | Reżyseria            | Scenariusz                   | Premiera Netflix | Premiera Netflix Polska |
| -- | -- | ------------------------------ | -------------------- | ---------------------------- | ---------------- | ----------------------- |
| 14 | 1  | Kimmy Goes Roller Skating!     | Tristram Shapeero    | Tina Fey                     | 15 kwietnia 2016 | 15 kwietnia 2016        |
| 15 | 2  | Kimmy Goes on a Playdate!      | Jeff Richmond        | Robert Carlock               | 15 kwietnia 2016 | 15 kwietnia 2016        |
| 16 | 3  | Kimmy Goes to a Play!          | Linda Mendoza        | Sam Means                    | 15 kwietnia 2016 | 15 kwietnia 2016        |
| 17 | 4  | Kimmy Kidnaps Gretchen!        | Robert Carlock       | Allison Silverman            | 15 kwietnia 2016 | 15 kwietnia 2016        |
| 18 | 5  | Kimmy Gives Up!                | Ken Whittingham      | Josh Siegal, Dylan Morgan    | 15 kwietnia 2016 | 15 kwietnia 2016        |
| 19 | 6  | Kimmy Drives a Car!            | Shawn Levy           | Dan Rubin                    | 15 kwietnia 2016 | 15 kwietnia 2016        |
| 20 | 7  | Kimmy Walks Into a Bar!        | Maggie Carey         | Leila Starchan               | 15 kwietnia 2016 | 15 kwietnia 2016        |
| 21 | 8  | Kimmy Goes to a Hotel!         | Steve Buscemi        | Tina Fey, Sam Means          | 15 kwietnia 2016 | 15 kwietnia 2016        |
| 22 | 9  | Kimmy Meets a Drunk Lady!      | Claire Scanlon       | Meredith Scardino            | 15 kwietnia 2016 | 15 kwietnia 2016        |
| 23 | 10 | Kimmy Goes to Her Happy Place! | John Riggi           | Emily Altman, Robert Carlock | 15 kwietnia 2016 | 15 kwietnia 2016        |
| 24 | 11 | Kimmy Meets a Celebrity!       | Tristram Shapeero    | Josh Siegal, Dylan Morgan    | 15 kwietnia 2016 | 15 kwietnia 2016        |
| 25 | 12 | Kimmy Sees a Sunset!           | Beth McCarthy-Miller | Azie Dungey, Dan Rubin       | 15 kwietnia 2016 | 15 kwietnia 2016        |
| 26 | 13 | Kimmy Finds Her Mom!           | Michael Engler       | Tina Fey, Sam Means          | 15 kwietnia 2016 | 15 kwietnia 2016        |

## Sezon 3 (2017)
| Nr | #  | Tytuł                           | Reżyseria            | Scenariusz                           | Premiera     | Premiera     |
| -- | -- | ------------------------------- | -------------------- | ------------------------------------ | ------------ | ------------ |
| 27 | 1  | Kimmy Gets Divorced?!           | Tristram Shapeero    | Robert Carlock, Meredith Scardino    | 19 maja 2017 | 19 maja 2017 |
| 28 | 2  | Kimmy's Roommate Lemonades!     | Tristram Shapeero    | Tina Fey, Sam Means                  | 19 maja 2017 | 19 maja 2017 |
| 29 | 3  | Kimmy Can’t Help You!           | Don Scardino         | Allison Silverman                    | 19 maja 2017 | 19 maja 2017 |
| 30 | 4  | Kimmy Goes to College!          | Gail Mancuso         | Dan Rubin                            | 19 maja 2017 | 19 maja 2017 |
| 31 | 5  | Kimmy Steps on a Crack!         | Jeff Richmond        | Leila Strachan                       | 19 maja 2017 | 19 maja 2017 |
| 32 | 6  | Kimmy is a Feminist!            | Don Scardino         | Grace Edwards, Sam Means             | 19 maja 2017 | 19 maja 2017 |
| 33 | 7  | Kimmy Learns About the Weather! | Claire Scanlon       | Lauren Gurganous, Meredith Scardino  | 19 maja 2017 | 19 maja 2017 |
| 34 | 8  | Kimmy Does a Puzzle!            | Beth McCarthy-Miller | Tina Fey                             | 19 maja 2017 | 19 maja 2017 |
| 35 | 9  | Kimmy Goes to Church!           | Jaffar Mahmood       | Azie Dungey, Max Werner              | 19 maja 2017 | 19 maja 2017 |
| 36 | 10 | Kimmy Pulls Off a Heist!        | Claire Scanlon       | Nick Bernardone, Bridger Winegar     | 19 maja 2017 | 19 maja 2017 |
| 37 | 11 | Kimmy Googles the Internet!     | Michael Engler       | Dan Rubin, Leila Strachan            | 19 maja 2017 | 19 maja 2017 |
| 38 | 12 | Kimmy and the Trolley Problem!  | Robert Carlock       | Sam Means                            | 19 maja 2017 | 19 maja 2017 |
| 39 | 13 | Kimmy Bites an Onion!           | Ken Whittingham      | Meredith Scardino, Allison Silverman | 19 maja 2017 | 19 maja 2017 |

## Sezon 4 (2018–2019)
| №        | #  | Tytuł                                 | Reżyseria            | Scenariusz                                        | Premiera         | Premiera w Polsce |
| Część I  |    |                                       |                      |                                                   |                  |                   |
| -------- | -- | ------------------------------------- | -------------------- | ------------------------------------------------- | ---------------- | ----------------- |
| 40       | 1  | Kimmy Is... Little Girl, Big City!    | Tristram Shapeero    | Sam Means                                         | 30 maja 2018     | 30 maja 2018      |
| 41       | 2  | Kimmy Has a Weekend!                  | Tristram Shapeero    | Dan Rubin                                         | 30 maja 2018     | 30 maja 2018      |
| 42       | 3  | Party Monster: Scratching the Surface | Rhys Thomas          | Meredith Scardino                                 | 30 maja 2018     | 30 maja 2018      |
| 43       | 4  | Kimmy Disrupts the Paradigm!          | Claire Cowperthwaite | Leila Strachan                                    | 30 maja 2018     | 30 maja 2018      |
| 44       | 5  | Kimmy and the Beest!                  | Claire Scanlon       | Robert Carlock                                    | 30 maja 2018     | 30 maja 2018      |
| 45       | 6  | Kimmy Meets an Old Friend!            | Jude Weng            | Nick Bernardone, Tina Fey                         | 30 maja 2018     | 30 maja 2018      |
| Część II |    |                                       |                      |                                                   |                  |                   |
| 46       | 7  | Kimmy Fights a Fire Monster!          | Jaffar Mahmood       | Lauren Gurganous, Sam Means                       | 25 stycznia 2019 | 25 stycznia 2019  |
| 47       | 8  | Kimmy Is in a Love Square!            | Jeff Richmond        | Dan Rubin & Matt Whitaker                         | 25 stycznia 2019 | 25 stycznia 2019  |
| 48       | 9  | Sliding Van Doors                     | Michael Engler       | Robert Carlock, Sam Means, Azie Dungey, Sam Means | 25 stycznia 2019 | 25 stycznia 2019  |
| 49       | 10 | Kimmy Finds a Liar!                   | Maggie Carey         | Grace Edwards, Leila Strachan                     | 25 stycznia 2019 | 25 stycznia 2019  |
| 50       | 11 | Kimmy Is Rich*!                       | Todd Holland         | Meredith Scardino, Evan Waite                     | 25 stycznia 2019 | 25 stycznia 2019  |
| 51       | 12 | Kimmy Says Bye!                       | Beth McCarthy-Miller | Robert Carlock, Tina Fey                          | 25 stycznia 2019 | 25 stycznia 2019  |